# 仙台バス
仙台バス株式会社（せんだいバス）は、宮城県岩沼市に本社を置く、貸切バスおよび路線バス事業者である。

## 営業所
- 本社／宮城県岩沼市空港南4-1-7

## 沿革
- 1975年（昭和50年）

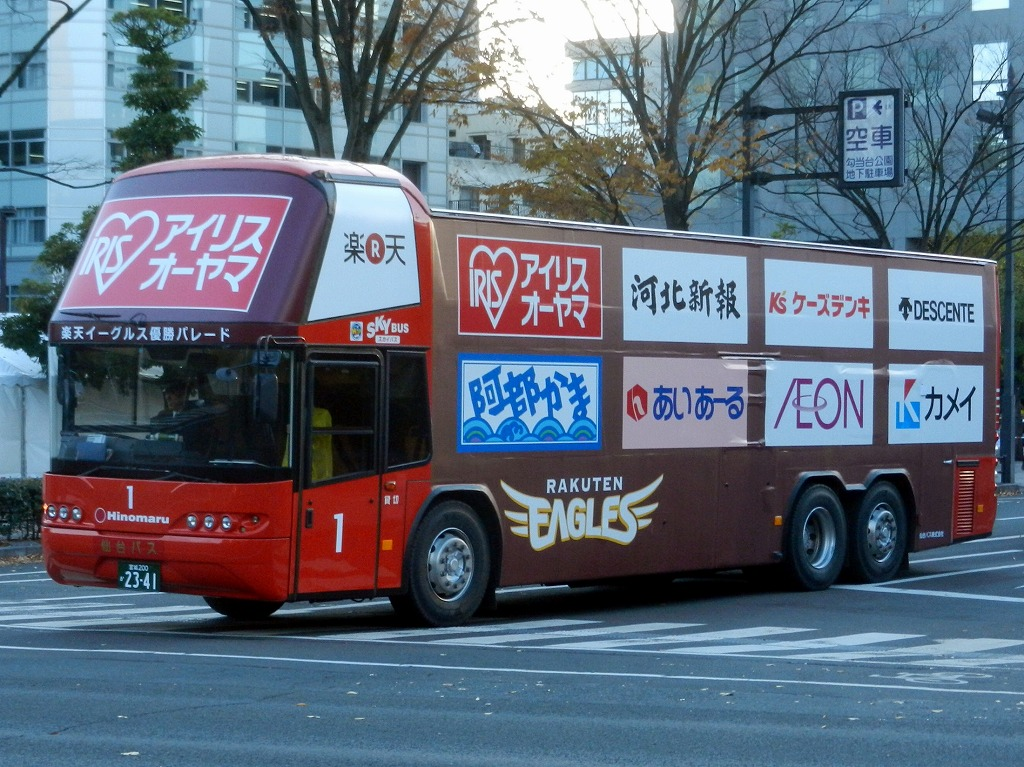
仙台バスが運行を担当した「東北楽天ゴールデンイーグルス」優勝パレードのオープンバス
（画像はパレード終了後に撮影）

  - 6月10日 - 仙台バス株式会社を設立。当時の本社は仙台市。
  - 9月4日 - 仙台市沖野に車庫を置き、営業開始。
- 1997年（平成9年）4月 - 本社を岩沼市に移転。
- 2011年（平成23年）3月11日 - 東日本大震災に伴う津波により、保有台数の半数近い12台のバスが流失。
- 2013年（平成25年）11月24日 - この日行われた東北楽天ゴールデンイーグルスの優勝パレードにおけるオープンバスの運行を担当。車両（5台）は日の丸自動車興業（東京）より借り受けた[1]。
- 2016年（平成28年）8月1日 - 「臨空循環バス」の運行を開始[2]。
- 2019年（平成31年）3月16日 - 「エアポートリムジンバス」の運行を開始[3]。

## 車両
- 車両保有台数は21両[4]。
- 現在は三菱ふそう・日野・いすゞの3メーカーの車両を導入している。かつて大型車はいすゞ車が主体であった。
- 外部塗色に伊達政宗や仙台七夕といったデザインを施した車両が主体である。

## 路線

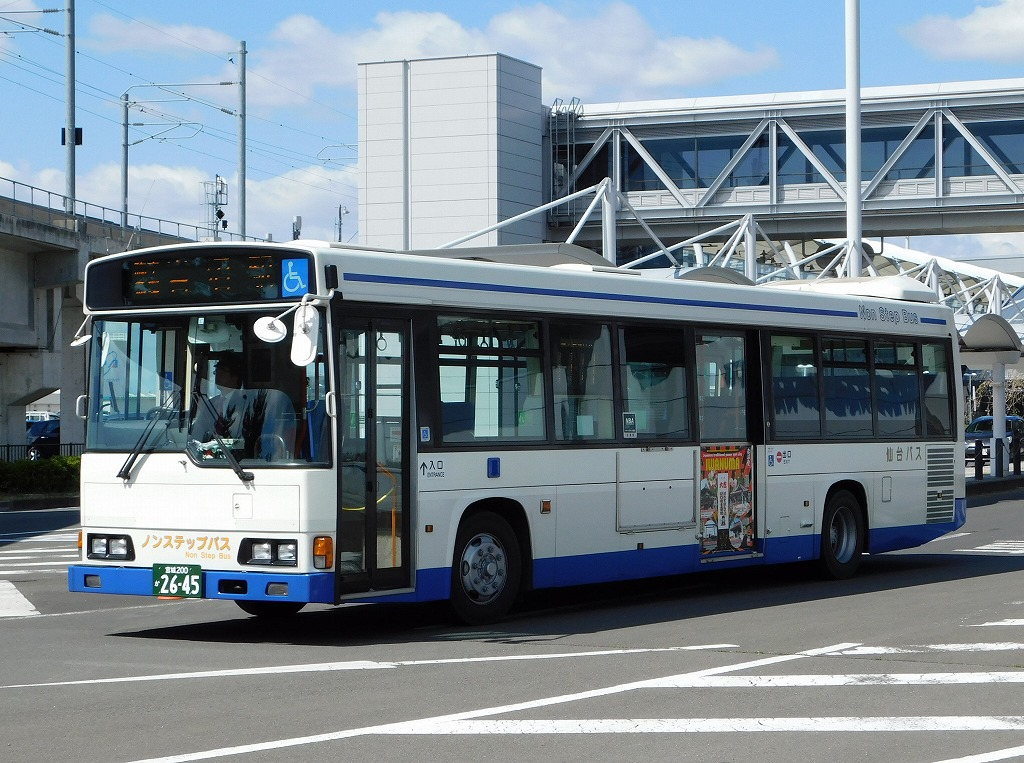
臨空循環バス

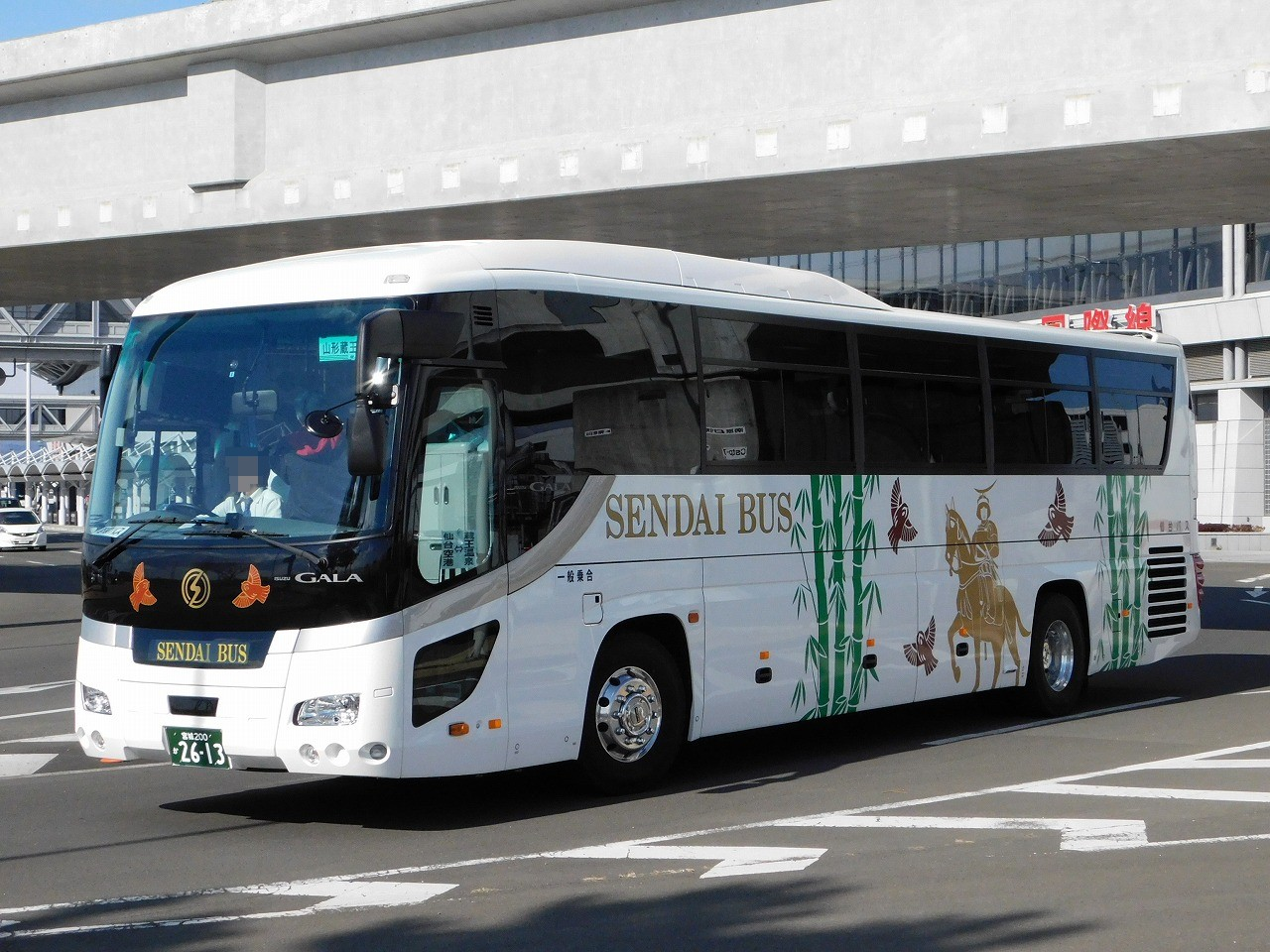
山形蔵王号

- 下り：岩沼駅東口→館腰駅東口→関迎→渡信鉄工前→東北鉄骨橋梁前→北谷地→にしき食品→加藤産業前→空港南3丁目→三菱ふそう前→イオンPC前→仙台バス営業所入口→南長沼→中野馬場→相野釜（下）→仙台空港
- 上り：仙台空港→相野釜（上）→航空大学校前（上）→館腰駅東口→岩沼駅東口
  - 2016年8月1日運行開始（1日24便、1年間は試験運行[2]、2017年8月1日より本運行[5][6]。2019年3月1日に1日17便（午前8便、午後9便）に減便[7]。2020年12月10日より1日12便（午前、午後各6便）に減便[8]。
  - 1回乗車300円（小人半額）、2枚綴り回数券500円（大人のみ）[5][9]。岩沼市民バスの乗車券等は使用不可。現金のみ。
  - 運行開始当初は観光バス仕様の車両（中型・小型車）が充当されていたが、現在は路線バスタイプの車両が導入されている。

スキーバス「山形蔵王号」
- 仙台空港 - 山形蔵王温泉
- 冬期のみ運行。1日4往復、予約制。予約が無い場合は運休。

エアポートリムジンバス（運行休止）

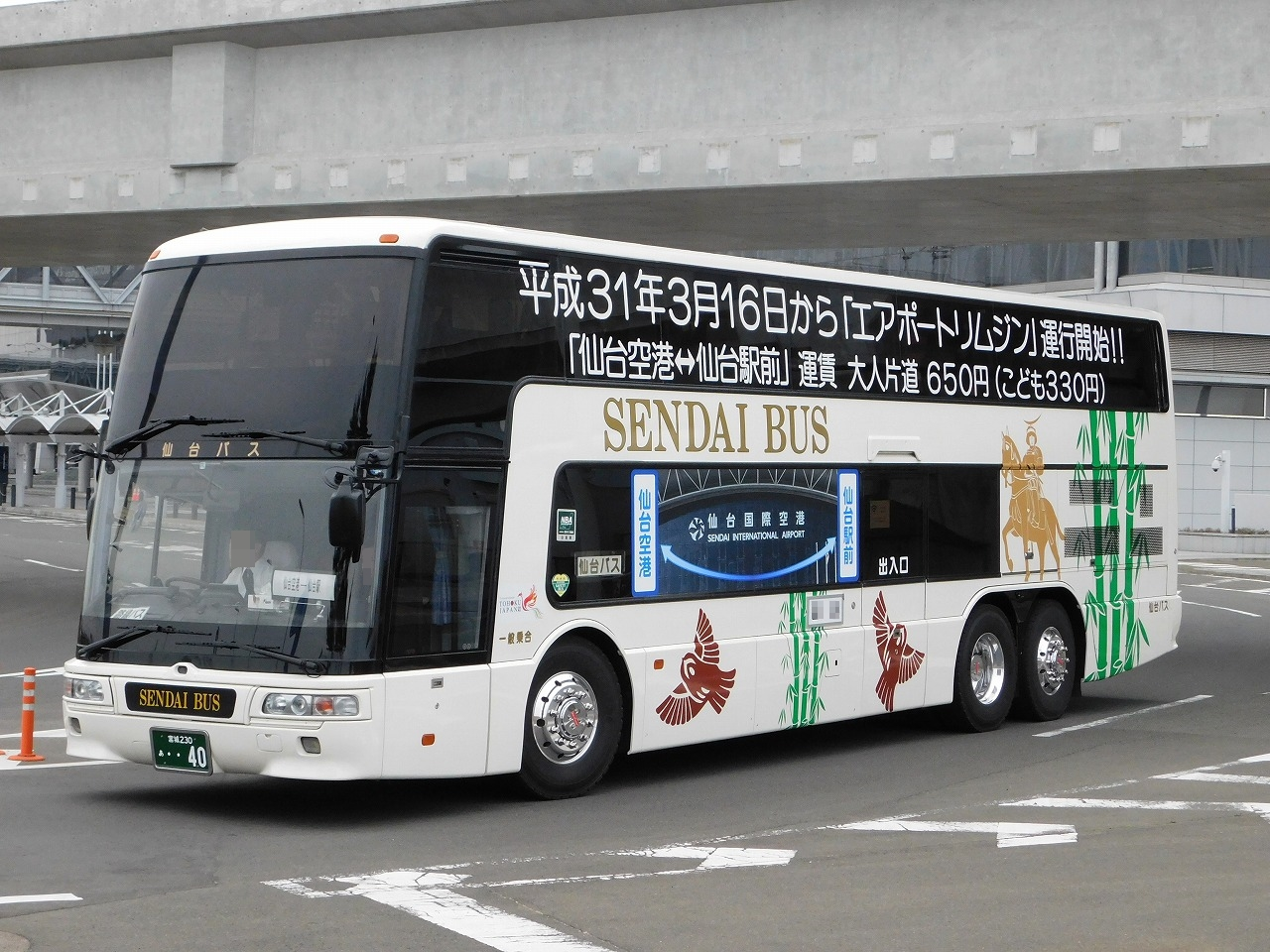
エアポートリムジンバス

- 仙台駅東口（71番のりば）・仙台駅前（63-1番のりば） - 仙台空港
  - 2019年3月16日運行開始。運賃は仙台空港アクセス線と同額の大人片道650円（2019年10月1日から660円[10]、小学生以下330円）に設定[3]。
  - 2020年4月1日よりタケヤ交通と共同運行となり1日9往復運行（うち仙台バスは3往復）。
  - 新型コロナウイルスの影響による利用者数減少のため、2020年6月1日より運行休止（なお、タケヤ交通は運行を継続）[11]。

## 関連会社
仙台バスツアーズ株式会社
- 宮城県仙台市青葉区国分町2-1-15 猪俣ビル5階